# 도브루자

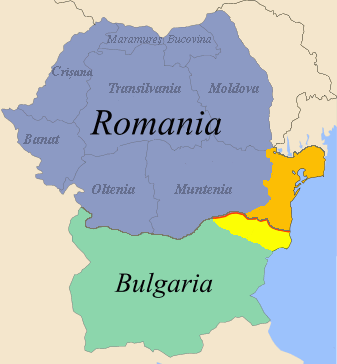
주황색으로 표시된 지역이 루마니아령 도브루자, 노란색으로 표시된 지역이 불가리아령 도브루자

도브루자(불가리아어: Добруджа, 루마니아어: Dobrogea 도브로제아[*])는 다뉴브강과 흑해 사이에 있는 역사적 지방으로, 루마니아 남동부와 불가리아 북동부에 걸쳐 있다. 루마니아 쪽을 북도브루자(루마니아어: Dobrogea 도브로제아[*]), 불가리아 쪽을 남도브루자(루마니아어: Cadrilater 카드릴라테르[*])라 부른다. 부쿠레슈티 강화 조약 당시에는 옛 루마니아 왕국이 불가리아 왕국에 이 땅을 할양하기도 하였다. 불가리아에서는 이 지명과 관련 있는 민속 음악이자 군가로서 오, 도브루잔스끼 끄라이(О, Добруджански край)라는 곡이 있다.

도브루자의 지리 지도